# Saint-Saturnin-du-Limet
Saint-Saturnin-du-Limet är en kommun i departementet Mayenne i regionen Pays de la Loire i nordvästra Frankrike. Kommunen ligger i kantonen Saint-Aignan-sur-Roë som tillhör arrondissementet Château-Gontier. År 2022 hade Saint-Saturnin-du-Limet 518 invånare.

## Befolkningsutveckling
Antalet invånare i kommunen Saint-Saturnin-du-Limet
| Referens: INSEE |